# 전북특별자치도의 선거구
전북특별자치도의 선거구는 국회의원 선거구 10개, 도의원 선거구 34개로 이루어져 있으며 14개의 시·군의원 선거구도 존재한다.

## 국회의원 선거구
| 번호 | 선거구명                    | 관할 구역 |
| ---- | --------------------------- | --- |
| 1    | 전주시 갑                   | 전주시 완산구 중앙동, 풍남동, 노송동, 완산동, 동서학동, 서서학동, 중화산1동, 중화산2동, 평화1동, 평화2동, 덕진구 인후1동, 인후2동, 인후3동 |
| 2    | 전주시 을                   | 전주시 완산구 서신동, 삼천1동, 삼천2동, 삼천3동, 효자1동, 효자2동, 효자3동, 효자4동, 효자5동                                               |
| 3    | 전주시 병                   | 전주시 덕진구 진북동, 금암동, 우아1동, 우아2동, 송천1동, 송천2동, 덕진동, 호성동, 팔복동, 동산동, 조촌동                                   |
| 4    | 군산시·김제시·부안군 갑     | 군산시 전 지역(대야면, 회현면 제외) |
| 5    | 군산시·김제시·부안군 을     | 군산시 대야면, 회현면, 김제시, 부안군 전 지역                                                                                              |
| 6    | 익산시 갑                   | 익산시 중앙동, 평화동, 인화동, 마동, 남중동, 모현동, 송학동, 신동, 영등2동, 함열읍, 오산면, 황등면, 함라면, 삼기면                         |
| 7    | 익산시 을                   | 익산시 동산동, 영등1동, 어양동, 팔봉동, 삼성동, 웅포면, 성당면, 용안면, 낭산면, 망성면, 여산면, 금마면, 왕궁면, 춘포면, 용동면             |
| 8    | 정읍시·고창군               | 정읍시, 고창군 전 지역 |
| 9    | 남원시·장수군·임실군·순창군 | 남원시, 장수군, 임실군, 순창군 전 지역 |
| 10   | 완주군·진안군·무주군        | 완주군, 진안군, 무주군 전 지역 |

## 도의원 선거구
| 번호 | 선거구명         | 관할 구역 |
| ---- | ---------------- | --- |
| 1    | 전주시 제1선거구 | 전주시 완산구 중앙동, 풍남동, 노송동, 완산동, 중화산1동, 중화산2동                                                  |
| 2    | 전주시 제2선거구 | 전주시 완산구 동서학동, 서서학동, 평화1동, 평화2동                                                                  |
| 3    | 전주시 제3선거구 | 전주시 완산구 삼천1동, 삼천2동, 삼천3동, 효자1동, 효자2동                                                           |
| 4    | 전주시 제4선거구 | 전주시 완산구 서신동                                                                                                |
| 5    | 전주시 제5선거구 | 전주시 완산구 효자3동, 효자4동                                                                                      |
| 6    | 전주시 제6선거구 | 전주시 덕진구 진북동, 금암동, 인후1동, 인후2동                                                                      |
| 7    | 전주시 제7선거구 | 전주시 덕진구 인후3동, 우아1동, 우아2동                                                                             |
| 8    | 전주시 제8선거구 | 전주시 덕진구 송천1동, 덕진동, 호성동                                                                               |
| 9    | 전주시 제9선거구 | 전주시 덕진구 팔복동, 동산동, 조촌동, 송천2동                                                                       |
| 10   | 군산시 제1선거구 | 군산시 옥구읍, 옥산면, 회현면, 옥서면, 옥도면, 소룡동, 미성동, 해신동                                               |
| 11   | 군산시 제2선거구 | 군산시 성산면, 개정면, 나포면, 서수면, 임피면, 대야면, 구암동, 조촌동, 개정동, 경암동                               |
| 12   | 군산시 제3선거구 | 군산시 중앙동, 흥남동, 월명동, 삼학동, 신풍동, 수송동                                                               |
| 13   | 군산시 제4선거구 | 군산시 나운1동, 나운2동, 나운3동                                                                                    |
| 14   | 익산시 제1선거구 | 익산시 오산면, 모현동, 송학동, 중앙동, 인화동, 평화동, 마동                                                         |
| 15   | 익산시 제2선거구 | 익산시 함열읍, 황등면, 용안면, 용동면, 함라면, 웅포면, 성당면, 남중동, 신동                                         |
| 16   | 익산시 제3선거구 | 익산시 낭산면, 망성면, 여산면, 삼기면, 금마면, 왕궁면, 춘포면, 영등2동, 삼성동                                      |
| 17   | 익산시 제4선거구 | 익산시 동산동, 영등1동, 어양동, 팔봉동                                                                              |
| 18   | 정읍시 제1선거구 | 정읍시 신태인읍, 북면, 입암면, 소성면, 고부면, 영원면, 덕천면, 이평면, 정우면, 감곡면, 연지동, 농소동               |
| 19   | 정읍시 제2선거구 | 정읍시 태인면, 옹동면, 칠보면, 산내면, 산외면, 수성동, 장명동, 내장상동, 시기동, 초산동, 상교동                     |
| 20   | 남원시 제1선거구 | 남원시 운봉읍, 주천면, 산동면, 이백면, 인월면, 아영면, 산내면, 향교동, 도통동                                       |
| 21   | 남원시 제2선거구 | 남원시 수지면, 송동면, 주생면, 금지면, 대강면, 대산면, 사매면, 덕과면, 보절면, 동충동, 죽항동, 노암동, 금동, 왕정동 |
| 22   | 김제시 제1선거구 | 김제시 용지면, 백구면, 금구면, 봉남면, 황산면, 금산면, 신풍동, 검산동                                               |
| 23   | 김제시 제2선거구 | 김제시 만경읍, 죽산면, 백산면, 부량면, 공덕면, 청하면, 성덕면, 진봉면, 광활면, 요촌동, 교월동                       |
| 24   | 완주군 제1선거구 | 완주군 삼례읍, 상관면, 이서면, 소양면, 구이면                                                                       |
| 25   | 완주군 제2선거구 | 완주군 봉동읍, 용진읍, 고산면, 비봉면, 운주면, 화산면, 동상면, 경천면                                               |
| 26   | 진안군 선거구    | 진안군 전 지역 |
| 27   | 무주군 선거구    | 무주군 전 지역 |
| 28   | 장수군 선거구    | 장수군 전 지역 |
| 29   | 임실군 선거구    | 임실군 전 지역 |
| 30   | 순창군 선거구    | 순창군 전 지역 |
| 31   | 고창군 제1선거구 | 고창군 고창읍, 심원면, 흥덕면, 성내면, 신림면, 부안면                                                               |
| 32   | 고창군 제2선거구 | 고창군 고수면, 무장면, 공음면, 상하면, 해리면, 성송면, 대산면, 아산면                                               |
| 33   | 부안군 제1선거구 | 부안군 부안읍, 주산면, 동진면, 행안면, 백산면                                                                       |
| 34   | 부안군 제2선거구 | 부안군 계화면, 보안면, 변산면, 진서면, 상서면, 하서면, 줄포면, 위도면                                               |

## 같이 보기
- 대한민국의 선거구